# Чемпионат мира по самбо 2004
XXVIII Чемпионат мира по самбо 2004 года прошёл в Кишинёве 25-27 сентября.

## Медалисты

### Мужчины
| Весовая категория | Золото                     | Серебро                      | Бронза                                                          |
| ----------------- | -------------------------- | ---------------------------- | --------------------------------------------------------------- |
| до 52 кг          | Сергей Подоляк · Украина   | Эльчин Маилов · Азербайджан  | Бирлес Есенгалиев · Казахстан Шавкат Жураев · Узбекистан        |
| до 57 кг          | Дамир Гильванов · Россия   | Гела Бараташвили · Грузия    | Мендихан Жакенов · Казахстан Максим Джамилашвили · Беларусь     |
| до 62 кг          | Дмитрий Базылев · Беларусь | Андрей Каштанов · Украина    | Рамиль Гасымов · Азербайджан Олег Рочев · Россия                |
| до 68 кг          | Николай Ковях · Россия     | Георгий Георгиев · Болгария  | Дмитрий Бабийчук · Украина Виктор Лопатин · Беларусь            |
| до 74 кг          | Асхат Шахаров · Казахстан  | Арчил Чохели · Грузия        | Виктор Савинов · Украина Руслан Сазонов · Россия                |
| до 82 кг          | Раис Рахматуллин · Россия  | Акобир Курбанов · Узбекистан | Батбаярын Ариун-Эрдэнэ · Монголия Рамазан Муртазалиев · Молдова |
| до 90 кг          | Сергей Лоповок · Россия    | Гиви Шубитидзе · Грузия      | Руслан Рустамов · Азербайджан Руслан Задворнов · Украина        |
| до 100 кг         | Евгений Исаев · Россия     | Михаил Апостолов · Болгария  | Кирилл Воловик · Украина Карим Мерганов · Таджикистан           |
| свыше 100 кг      | Мурат Хасанов · Россия     | Ростислав Лис · Израиль      | Иван Илиев · Болгария Дмитрий Селезень · Украина                |

#### Командный зачёт
1. Россия;
2. Украина;
3. Болгария;
4. Беларусь;
5. Грузия;
6. Узбекистан;
7. Казахстан.

### Женщины
| Весовая категория | Золото                         | Серебро                         | Бронза                                                        |
| ----------------- | ------------------------------ | ------------------------------- | ------------------------------------------------------------- |
| до 48 кг          | Татьяна Москвина · Беларусь    | Герелтуя Эрдэнэчимэг · Монголия | Ирина Эрхан · Молдова Ирина Павникова · Болгария              |
| до 52 кг          | Кристина Назарян · Армения     | Галина Торняк · Украина         | Марина Фадеева · Беларусь Бундмаа Мунхбаатар · Монголия       |
| до 56 кг          | Хишигбат Эрдэнэт-Од · Монголия | Марина Корнеева · Россия        | Людмила Кристя · Молдова Анджела Паим · Беларусь              |
| до 60 кг          | Наталья Юхарева · Россия       | Анна Репида · Молдова           | Бадрах Одончимег · Монголия Данута Зденкова · Чехия           |
| до 64 кг          | Ева Климавшскине · Литва       | Надежда Покора · Украина        | Аврора Фахардо · Испания Элина Новгородцева · Россия          |
| до 68 кг          | Оксана Герзанич · Россия       | Яна Драгун · Беларусь           | Евгения Мустясте · Молдова Наталья Смаль · Украина            |
| до 72 кг          | Марина Прищепа · Украина       | Юлия Семёнова · Россия          | Светлана Тимошенко · Беларусь Пуревжаргал Лхамдегд · Монголия |
| до 80 кг          | Мария Семенюк · Украина        | Марина Морозова · Россия        | Мария Янчева · Болгария Вероника Татару · Молдова             |
| свыше 80 кг       | Ирина Родина · Россия          | Очир Эрдэнэ · Монголия          | Дилнозахон Камбарова · Узбекистан Цветана Божилова · Болгария |

#### Командный зачёт
1. Россия;
2. Украина;
3. Монголия;
4. Беларусь;
5. Молдова;
6. Болгария.